# Louis Schmeisser
Louis Schmeisser (5 febbraio 1848 – 23 marzo 1917) è stato un inventore tedesco.
Fu uno dei più noti progettisti di armi d'Europa.
Il suo nome è associato allo sviluppo e produzione del mitra Bergmann MP 18 utilizzato durante la prima guerra mondiale, nonché della pistola Dreyse M1907. Era il padre di Hugo Schmeisser (1884-1953) e Hans Schmeisser, anch'essi famosi progettisti di armi per la fanteria.